# TD Tower
La TD Tower ou Toronto-Dominion Bank Tower est une tour appartenant au complexe Toronto-Dominion Centre (en) à Toronto et créé en 1969.
En 1993, Garry Hoy (en), un avocat de Holden Day Wilson à Toronto, et par ailleurs ingénieur de formation, voulut prouver que les vitres du Toronto-Dominion Centre étaient incassables. Il se jeta contre l'une d'elles qui ne se brisa pas, mais se délogea de son cadre. Il fit une chute mortelle de 24 étages.